# كتاب بينو السنوي
كتاب بينو السنوي هو الاسم الحالي للكتاب الذي تم نشره كل سنة منذ 1939م، لربطه بالمجلة الكوميدية المصورة بينو للأطفال . واعتباراً من 2018م كان هناك 79
إصداراً سنوياً، حيث تنشر عادة في شهر تموز أو آب، في الوقت المناسب لعيد الميلاد. ومنذ عام 1965، كان تاريخ إصدار السنة التالية على الغلاف، وقبل ذلك لم يتم إعطاء تاريخ.
من عام 1943م حتى عام 1950م، كان يسمى الكتاب بـ كتاب بينو السحري، والذي يشير إلى الكوميديا السحرية قصيرة الأجل التي توقف نشرها عام 1941م بسبب تقنين استخدام الورق في الحرب العالمية الثانية . عاد الاسم إلى العنوان الأصلي «كتاب بينو» في عام 1950م واستمر التغيير سنويا لكل إصدار لاحق، حتى إصدار عام 2003م، وفي عام 2002 عندما أعيد تسميته «كتاب بينو السنوي». كتاب بينو السنوي لعام 2011 كان أطول وأوسع من الإصدارات السابقة.
بعد انتهاء تقنين استخدام الورق، لم تصدر الكوميديا السحرية، لكن بعض الشخصيات التي ظهرت بداية في الكوميديا السحرية ما قبل الحرب بقيت شرائط منتظمة ما بعد 1950م في بينو الكوميدي (مثل الجرو كوكو).
و بسبب شعبيته، ظهر دينيس ميناس على الغلاف لكل  سنة منذ إصدار 1979م في عام 1978م.
صدر آخر إصدار في عام 2018 مؤرخ لعام 2019 . وتم بيعه بالتجزئة بسعر   £7.99منذ عام 2009م (المصدر عام 2008)

## قائمة السنوية
هذه المعلومات ضرورية لتحديد الكتب السنوية القديمة التي لم تؤرخ. إذا تم تأريخ السنوية لعام 1940، قد يكون نشر في أغسطس 1939. كان سعرها بالشلن والبنس، والشلن الواحد يساوي 5 بنسات.
كتاب بينو
- 1940 يجلس ايجو الكبير مع جميع الشخصيات (التي كانت موجودة) على الأرجوحة والتي يسندها بانسي بوتر. السعر 2/6
- 1941 تخرج كل الشخصيات (التي كانت موجودة) من بيوض عملاقة مع ظهور راس ايجو الكبير من الجانب الأيمن للغلاف. السعر 3/-
- 1942 ترقص جميع الشخصيات (التي كانت موجودة)حول ايجو الكبير الذي يدور، ويعزف اللورد سنوتي على القربة. السعر 3/6

### كتاب بينو السحري
- 1943 يقوم ايجو الكبير والجرو كوكو بسباق ثلاثي الأرجل، وتركض جميع الشخصيات.تشير كلمة السحر في الكتاب إلى الكوميديا السحرية عندما انشئ الجرو كوكو عام 1939 . السعر 5/- (تم الإعلان عنه 5/6)
- 1944 يقوم ايجو الكبير والجرو كوكو بمعركة وسائد على عارضة متوازنة، ويبدو أن ايجو سوف يعطس. السعر 6/-
- 1945 يلعب ايجو الكبير مع الشخصيات الأخرى (التي كانت موجودة) لعبة الفقز في حين انهم يقتربون من بركة مليئة بالماء. السعر 6/-
- 1946 يسحب ايجو الكبير الشخصيات الأخرى (التي كانت موجودة) جنباً إلى جنب في عربة، بينما يحمل الجرو كوكو حدوة حصان أمامه. السعر 6/-
- 1947 تتجمع جميع الشخصيات حول ايجو الكبير، ويوجد شيء كروي عالق في حلقه. السعر 6/-
- 1949 يتشاجر الدب بيفو وكوكو أمام تكسي، بينما تحاول الشخصيات الأخرى إيقافهم. السعر 6/-
- 1950 يرسم الدب بيفو لوحة كبيرة لايجو الكبير وجميع الشخصيات (التي كانت موجودة) على قماش كبير. السعر 6/-

### كتاب بينو
- 1951 يركب بيفو على توني التوك توك، حصان ساعة العمل، وهو الحصان الذي بناه جاك . السعر 6/-
- 1952 يعلق بيفو صور العديد من الشخصيات (التي كانت موجودة) بمن فيهم بانسي بوتر، تكسي ماكسي، توم ثامب، توني التوك توك، واللورد سنوتي على الغلاف. كان هناك أيضا جرة من المصاصات السحرية  تحت اسم الكتاب. السعر 6/-
- 1953 يأخذ جاك فلاش جميع الشخصيات في رحلة إلى القمر (بيفو الدب يمتطي ظهره). السعر 6/-
- 1954 يتعلق بيفو على شجرة، ويمسك دينس بجراد البحر بالقرب من قدمه (كان هذا أول كتاب بينو سنوي يبرزه على الغلاف)، وينشر قرد الغصن الذي يتعلق منه بيفو، ويراقبهم باستر. السعر 6/-
- 1955 يحاول أحد رجال الشرطة منع بيفو من الصيد السمك، لكن سهم عليه قفاز، حذاء، وحذوة حصان (تحلق في الجانب الأيسر) ترميه من على حافة البركة (ومع ذلك، لم يسقط في الواقع، لايزال في الجو). السعر 6 / -
- 1956 يمثل بيفو جنرال ضخم مع جميع الشخصيات التي كانت موجودة كأنها جيش يسيطر عليهم. السعر6/-
- 1957 يركل دينس كرة ارتدت على جميع الشخصيات (التي كانت موجودة)، مثل الكرة والدبابيس، وثم إلى داخل المرمى. السعر 6/6
- 1958 يقوم بيفو بعمل حركة شعوذة، وسرب من النحل يطير نحوه (الذي اطلاقه دينيس وميني من خلية ; هذا أول إصدار لكتاب بينو السنوي يتميز بالحجم الكامل على الغلاف، حيث تم تصغيره عام 1956). السعر 6/6
- 1959 يراقب بيفو الدب دينيس الذي يلعب لعبة القفز مع بلام الصغير، والماعز على وشك ان تنطحه. السعر6/6
- 1960 يكمل بيفو احجية التركيب من شارع باش للأطفال، والتي تظهر كلب غاضب يطارد الاستاذ. السعر 7/-
- 1961 يعرض العنوان الكوميدي بحروف كبيرة- مع صورة لدينيس، داني، ويلفريد، بلام الصغير، توتس، روجر، بلاج وسميفي (وهو راسا على عقب) في الاعلى، ويونان، ميني، بيفو، سيدني، فاتي، كات واستاذ شارع باش (وكناري على انفه) في الاسفل. ظهر هذا الغلاف على خلفية كتاب برونز الخاص لعام 2004 ("The 1960s Revisited"). السعر 7/6
- 1962 يرقص يونان (مع طائر النورس الذي يحط على رأسه) على سارية سفينة غارقة، عليها علم مكتوب عليه "SOS"، وقبعته على كلمة «كتاب»، بينما تنظر سمكتان إليه نظرة مصدومة. وعلى الغلاف الخلفي، يرتدي يونان سترة وسروال قصير وهوجالس على سلحفاة عملاقة يعزف على الهارمونيكا، ثيابه على الصاري مثل العلم، وتبدو السلحفاة متفاجئة. السعر 7/6
- 1963 يجلس أطفال شارع باش على ارجوحة عملاقة مربوطة باسم الكوميديا اما داني يقرأ كتابا). السعر 6/7
- 1964  يرفع بيفو الحديد (والتي تمثل حرفي "OO "في كلمة " BOOK") بينما يدغدغه باستر بريشة، بينما يراقبهما دينيس، الدبب الثلاثة، يونان، ميني، روجر، واطفال شارع باش. على الغلاف الخلفي، كنتيجة لدغدغة باستر، يسقط بيفو الحديد على راس باستر- الذي من الممكن أن تكون قاتلة إذا كان شخصا حقيقيا. السعر6/7
- 1965 قام بلام الصغير وميني (الذي يرتدي سترة مخططة بالأحمر والاصفر) بتفجير بالون عملاق والبالون يشبه راس بيفو. وعلى الغلاف الخلفي، يمر بهم قنفذ اشواكه تثقب البالون وتفجره، السعر 6/7
- من عام 1966 تم تأريخ جميع السنويات
- 1966 يدور بيفو طبلة عملاقة (التي عليها عنوان الكتاب) على قدميه. على الغلاف الحلفي، يمشي بيفو بعيدا بينما تتدحرج الطبلة العملاقة وتقول «إلى اللقاء». مثل سنوية داني في نفس السنة، وهي أول مرة  تؤرخ. السعر6/7
- 1967 يسيطر الجنرال جامبو على الشخصيات الأخرى (دينيس، بيفو، ميني، روجر، أطفال شارع باش، اللورد سنوني، والدبب الثلاثة) بالجهاز اللاسلكي، يحمل داني (من أطفال شارع باش) بالون احمر وعليه "1967". السعر 6/7
- 1968 يرتدي بيفو خوذة (وعليها 1968)، ويرمي دينيس، ميني (الذي يرتدي سترة مخططة بالأسود والاصفر)، وروجر (الذي يرتدي سترة مخططة بالأحمر والاصفر) كرات الثلج عليه في الخلفية . السعر 6/7
- 1969  يمتطي أطفال شارع باش سمكة حديدية  تحلق فوق استاذهم (الذي اصطادها) في قارب الصيد خاصته . السعر 6/7
- 1970 يحمل بيفو مصاصة جليدية فوقه ومكتوب عليها اسم الكتاب (يظهر أطفال شارع باش في الخلفية).السعر 6/8
- 1971 يحمل بيفو اطار صورة امامه، كما لو انه كان صورة (يوجد اربع صور فعلية ل دينيس، ميني، سميفي شارع باش، وبلاج، والذين يظهرون على يمينه ويساره، بينما يقف بيفو في معرض بينو الفني). السعر 6/9
- 1972 يرتدي بيفو زي رجل المصاص ويحمل لافتة (عليها اسم الكتاب)، بينما يركض دينيس، ميني، روجر، أطفال شارع باش، الدبب الثلاثة، بيلي ويز، اللورد سنوتي، جراء شارع باش، القاضمون (المطاردون من قبل ونستون)، وبلام الصغير ويتعدونه بسرعة . مثل سنوية داني في تلك السنة، فهي أول سنوية يكون سعرها عشري بدلا من الشلن والبنس القديمة.  السعر 50 £
- 1973 يحمل بيفو دمية قفاز بشكل دينيس، والهراوة تضربه على راسه (صندوقه يقول«قفاز دمية، غير ضار» لكن من الواضح انه ليس كذلك). توجد بعض نسخ (ما قبل الإنتاج)غير مؤرخة لهذه السنوية . السعر 55 £
- 1974 يقذف بيفو البان كيك، مرتديا قبعة طاهي. هبطت فطيرتا بان كيك على دينيس وغناشر، واطفال شارع باش يحدقون النظر عند الباب (من المحتمل انه كان يعمل طاه في مدرسة شارع باش). السعر 55 £
- 1975 يلعب دينيس، غناشر، واطفال شارع باش بالثلج، دينيس على حصان هزاز بدلا من الزلاجة. السعر60 £
- 1976 يمتطي أطفال شارع باش حصان بالم الصغير (العسل الاسود) مرتدين قبعات رعاة البقر. على الغلاف الخلفي، يركض الحصان (العسل الاسود) بعيدا وتسبب في سقوطهم في النهر، بينما كانوا في منتصف الطريق إلى الغلاف الامامي . السعر 70 £
- 1977 يقفز دينيس وغناشر على الترامبولين محاولين الوصول للتفاح الذي على الشجرة، يراقبهم أطفال شارع باش من فوق السياج، بينما يراقبهم والد دينيس بغضب من خلف الشجرة. على الغلاف الخلفي، يقوم والد دينيس بإمالة الترامبولين  فيرتد وينزل دينيس وغناشر إلى البركة  و تغطيهما الماء، يضحك أطفال شارع باش عليهما. السعر 90 £
- 1978 يرتد أطفال شارع باش عبر مزرعة على واثب الفضاء (أو واثب عظيم كما يشير الكتاب) الذي له وجه دينيس. على الغلاف الخلفي، تفجر قرون بقرة واثب الفضاء عندما يهبط عليهما - الامر الذي ادى إلى  رمي الأطفال. السعر1£
- 1979 بدأ دينيس وغناشر بدحرجة كرة ثلجية ضخمة اسفل التل باتجاه اللورد سنوتي، الدب بيفو، باستر، بلام الصغير ، ميني ، ويلفريد ، داني ، ووالتر . على الغلاف الخلفي ، تصطدم الكرة الثلجية بشجرة كبيرة فتقسم إلى نصفين . السعر1.15 £
- 1980 كان دينيس على وشك أن يسجل هدفا لفريقه الكروي . يتذمر غناشر على أطفال شارع باش (الذين كانوا اعلى المرمى). على الغلاف الخلفي ، يكسر وزن أطفال شارع باش المجتمع المرمى (يسقطون على دينيس). السعر1.25 £
- 1981 يقفز دينيس على أرجوحة مما يتسبب في طيران غناشر فوق السياج  إلى بيت قطط بينو. على الغلاف الخلفي ، تصفعه واحدة من القطط  بسمكة ليعود من فوق السياج ، ويهبط على دينيس، على الرغم من محاولته للهرب. السعر 1.40 £
- 1982 يقود دينيس لعبة سيارة إلكترونية في مدينة ألعاب ، بينما تحاول الشخصيات الأخرى (يرتدي روجر سترة ذات مربعات زرقاء وسوداء في هذا الوقت) أن تبتعد عن طريق. على الغلاف الخلفي ، يقود دينيس السيارة الإلكترونية خارج مدينة الألعاب  داخل بركة . السعر1.60 £
- 1983 يقوم محرر بينو (الموجود في ذلك الوقت) بالتقاط صورة ل دينيس ، اللورد سنوتي ، بيفو ، باستر ، بلام الصغير ، جراء شارع باش ، الجد ، بيلي ويز ، فتى الكرة ، توم ، ديك ، وسالي في مكتب بينو. على الغلاف الخلفي ، يقوم الجميع بالخروج في حالة رعب من الغرفة (باستثناء دينيس)، بينما يقفز غناشر من خلال نافذة المكتب ويهبط على مكتب المحرر ، بينما يلتقط المحرر الصورة. السعر1.80 £
- 1984 يطارد دينيس وغناشر زوج من القطط عبر الثلج (ويمرون برجل ثلجي  يشبه دينيس). على الغلاف الخلفي ، تدفع إحدى القطط راس الرجل الثلجي على غناشر ، فيضحك الاخرون عليه ، ينظر دينيس متفاجئا على ما يحصل . السعر2£
- 1985 يشارك دينيس ، الدب بيفو ، والتر ، واطفال شارع باش في مارثون بينو . على الغلاف الخلفي ، يفوز والتر بشكل مفاجئ (كان غناشر يطارده)، على الرغم من أنه بدى متعباً عندما بدأ السباق على الغلاف الأمامي. السعر2.25£
- 1986 يقود دينيس دراجته فوق النهر عبر جائزة والده «شجرة التفاح»، وتقوم جميع الشخصيات بتشجيعه. السعر2.45£
- 1987 يطير دينيس ، غناشر ، ميني ، داني ، بلاج ، بيلي ويز ، وايفي المتعب في منطاد هواء ساخن عليه اسم الكتاب. على الغلاف الخلفي ، يستعمل دينيس مرساة لانتزاع كشك يبيع الشباشب (من اجل الضرب). السعر2.70£
- 1988 يقوم دينيس وميني بحرب الكرات الملونة على الثلج (هناك أيضا شعار داني / بينو اصغر ب 50 سنة  ، ظاهر في الزاوية السفلى من جهة اليمين من غلاف السنوية). على  الغلاف الخلفي ، يستخدمون الوانهم لكتابة «كان دينيس وميني هنا». السعر £2.85
- 1989 يرسم دينيس لوحة ، ويظهر فيها غناشر مرتديا زي الفرسان (قد أطلق عليه غناشر الفارس نتيجة لذلك). على الغلاف الخلفي، يقفز غناشر خارج الصورة ويعض فرشاة رسم التي يحملها دينيس. السعر3.10£
- 1990 ترقص جميع الشخصيات في غرفة ديسكو ، ويتحكم دينيس وغناشر بالتسجيلات (الاخير يدور على السطح الخاص بقرص الدي جي). على الغلاف الخلفي ، يسقط غناشر في الهواء (ما زال يدور نتيجة للدوران على القرص الدوار). السعر  3.25  £
- 1991 تقيم جميع الشخصيات حفلة عيد الميلاد وينفخ دينيس صانعة الضوضاء في وجه غناشر. على الغلاف الخلفي ، تفشل الحفلة عندما يسرق غناشر مخروط الايس كريم دينيس (يوزع والد دينيس حمولة كبيرة من الايس كريم الدهنية). السعر 3.55 £
- 1992 تجلس جميع الشخصيات على دوامة الخيل من نسخ مماثلة لحيواناتهم الاليفة - بالعكس على الغلاف الخلفي. السعر  3.80£
- 1993 تتسابق جميع الشخصيات في الريف (في صناديق لها عجلات). على الغلاف الخلفي ، يقطع داني الحبل الذي يربط دينيس بالأخرين ، والذي يتسبب له ولغناشر بالسقوط في حفرة. على نهاية الصفحة  الامامية للسنوية، تظهر مشهد مدينة بينو ، واستخدمت أيضا على شاشة العنوان سباق مدينة بينو (اساس المسار شارع الانتصارات). السعر 4.10 £
- 1994 يسير دينيس عبر مدينة بينو ، ويشعل مصباحه ليجد عن الكثير من حشرات بينو تدور حوله. السعر4.35£
- 1995 تتسابق جميع الشخصيات الموجودة على طوافات، اسفل النهر. على الغلاف الخلفي ، تم الكشف ان الطوافة الفائزة لدينيس وغناشر، والتي قام دولفين يرتدي سترة مخططة  بالأحمر والاسود بدفعها (والذي أصبح شخصية منتظمة ، سمي «سبلاشر»). السعر 4.50  £
- 1996 يقوم دنيس وروجر وميني وداني بالضغط على غناشر للأسفل (حتى يتمكن الانطلاق إلى منزل شجرة سوفتي). السعر 4.75 £
- 1997 تتواجد جميع الشخصيات داخل تنين صيني له وجه دينيس . على الغلاف الخلفي ، يرى غناشر وجهه ويقفز (وهناك أيضا تنينان صينيان اخران اصغر لهما وجه ميني وايفي الفظيعين (في الخلفية).السعر4.99 £
- 1998 يلصق دينيس ميناس الكثير من الصور للشخصيات الأخرى على حائط. يتعلق والد دينيس مقلوبا ، ويطرق على النافذة ، لأنه يريد ان يتم تعديل وضعه بالشكل الصحيح  ، وتم الصاق ايفي الرهيبة على الحائط. السعر5.25£
- 1999 يضرب دينيس وغناشر كفيهما ، بينما تعرض صور مختلفة منشأة  بواسطة الكمبيوتر للشخصيات الأخرى (روجر ، ميني ، بيلي ويز ، أطفال شارع باش ، وايفي الرهيبة) معروضة على خمس مربعات من تسعة على الخلفية . السعر 5.45 £
- 2000 يطير دينيس ، غناشر، وجميع الشخصيات الأخرى عبر الفضاء باستخدام مركبة خاصة . السعر 5.99£
- 2001 يقود دينيس وغناشر سيارتهما المخططة بالأحمر والاسود عبر عالم منشئ بواسطة الكمبيوتر، يحاولون الهرب من جيش روبوتات بينو (حيث كانت هناك قصة عنهم يسافرون إلى كوكب مسكنهم ، يدمرهم  جيش الروبوتات ، في السنوية). السعر 6.20
- 2002 تزين الغلاف الكثير من صور الشخصيات المنشئة بواسطة الكمبيوتر ،  مع وجود فتحة عملاقة في الوسط حيث عبرها دينيس وغناشر بسيارتهما المخططة بالأحمر والاسود من السنوية السابقة (راس سميفي معروض راسا على عقب). السعر 6.25  £

### سنوية بينو
- 2003 جميع الشخصيات تلعب على غناشر الالي ثلاثي الابعاد الضخم (قامت مدرسة للأجانب سابقا ببناء واحدة ثنائية الابعاد ، في سنوية عام 1997). على الغلاف الخلفي ، يطارد غناشر الالي قطة الية ، تسقط جميع الشخصيات. السعر 6.45 £
- 2004 أول صورة غلاف كاملة مرسومة باليد منذ 1999، مع وحش لوك نس ضخم (والذي وجهه مشابه إلى حد كبير وجه بلاغ)  يتداخل مع جميع الشخصيات المسترخية التي تسبح حول اللوك نيس (من الواضح انها محاكاة ساخرة لوحش لوك نيس). السعر 6.70 £
- 2005 ترتد جميع الشخصيات على  النطاط. النطاط هو الخنزير – الحيوان الاليف لدينيس (الذي ظهر للمرة الأولى عام 1979، عندما انقذه دينيس من الإرسال إلى السوق).على الغلاف الخلفي ، يضرب دينيس وراشر رأسيهما بفرع شجرة. السعر 6.99 £
- 2006 تظهر جميع الشخصيات في غابة . على الغلاف الخلفي ، نعرف ان الغابة هي حديقة دينيس الخلفية حيث والد دينيس يستعمل راشر كآلة جز العشب. السعر 7.10£
- 2007 تتزاحم جميع الشخصيات على الغلاف الامامي (احدهم ايد كيس، الرجل المغفل). على الغلاف الخلفي ، يخيف دينيس الجميع عن طريق استخدام الجوارب ذات الرائحة الكريهة لأنه فقط هو وكلبه قادرين على تحمل الرائحة. السعر 7.25 £
- 2008 يقف دينيس على قمة منصة يحمل جائزة «تهديد العام»، بينما فازت ميني بالمركز الثاني وفاز داني بالمركز الثالث. يهتف الجميع لهم (باستثناء سوفتيز). على الغلاف الخلفي ، يبلل دينيس سوفيز بزجاجة من الشراب الفوار ويضحك الجميع. تميز الصفحة الخلفية أيضا غلاف كل سنويات بينو التي تم نشرها في الماضي. السعر 7.50 £
- 2009 يقود والد دينيس العربة ذات المنصة عبر بلدة بينو (عليها تمثال عملاق لدينيس وغناشر من الخلف) على الغلاف الامامي. على الغلاف الخلفي ، يرمي دينيس ، غناشر ، ميني ، والشخصيات الأخرى الطماطم على العربة ذات المنصة التي يقودها والد دينيس (عليها تمثال عملاق لوالتر وفي يديه ازهار)، والدة والتر وسوفتيز خائفين. السعر 7.99£ [1]
- 2010 يمارس دينيس ، غناشر ، وميني الكاراتيه ، لكن على الغلاف الخلفي ، يمارس سوفتيز السوفت فو. السعر7.99 £
- 2011 يرتد دينيس وغاشنر على ترامبولين (مثلما كان عليه الحال للغلاف الأمامي لحولية عام 1977، لكنهما لا يحاولان سرقة أي تفاح هنا)، بينما يشاهدهما ميني ، غنيبر ، روجر ، والتر ، داني ، وبيلي ويز من الأسفل. السعر 7.99 £
- 2012 يركب دينيس على لوح تزلج مرسوم عليه غناشر ، بينما يضحك غناشر في المقدمة . اشار هذا الكتاب أيضا عيد ميلاد دنيس ميناس الستين بشعار خاص تم عرضه في الركن الأيمن السفلي من غلافه الأمامي. السعر7.99£
- 2013 جميع الشخصيات في حفل عيد ميلاد بينو الخامس والسبعين في الشارع  (كان هذا إشارة إلى جميع حفلات الشوارع التي عقدت في جميع أنحاء البلاد في عام 2012 للاحتفال باليوبيل الماسي للملكة). على الغلاف الخلفي ، تكون نهاية الطاولة مشاهدة . السعر7.99 £
- 2014 تقف جميع الشخصيات على ظهر حافلة ذات طابقين بسطح مفتوح عليها الرقم 75- مرة أخرى . السعر7.99 £
- 2015 يسير دينيس ميناس وغناشر نحو القطارالسريع  مع حقائبهم في محطة بلدة بينو. السعر 7.99£
- 2016 توجد معظم الشخصيات في قطار ملاهي ، حيث يقف دينيس في منتصف المقدمة. رجل الموزة يطير في مكان قريب. كان هذا أيضًا آخر إصدار يميز شعار بينو السنوي 1977-2016. السعر 7.99 £
- 2017 ينفجر دينيس ، غناشر ، ميني ، والشخصيات الأخرى من خلال ورقة الخلفية الصفراء. وهو أيضا أول إصدار سنوي يبرز الشعار الجديد. السعر7.99 £
- 2018 دنيس على لوح التزلج في الفضاء يدعمه كاريكاتير الشكل الجديد لبينو ، بينما يرتدي غناشر بدلة فضاء. السعر 7.99 £
- 2019 يظهر دنيس على ملصق ، وعلى سترته غناشر المشعر كما لو انه من  نادي معجبي غناشر. السعر7.99 £

## وصلات اضافية
- Beano Annual Gallery